# Miositis por cuerpos de inclusión
La miositis por cuerpos de inclusión es una enfermedad poco frecuente que afecta a los músculos estriados y suele dar las primeras manifestaciones alrededor de los 50 años. Los síntomas consisten en debilidad y atrofia muscular que se manifiesta inicialmente en los cuádriceps y los músculos que flexionan los dedos de las manos, por lo que existe dificultad para realizar determinados movimientos, entre ellos levantarse de una silla y asir o levantar objetos. Progresivamente se afectan otros músculos, entre ellos los de la cara, y aparecen complicaciones como disfagia. No se saben las causas exactas del mal y tampoco se ha identificado ninguna mutación que lo origine. Cuando se observa una biopsia del músculo afectado al microscopio, se identifican fenómenos inflamatorios, por lo que la miositis por cuerpos de inclusión se agrupa junto a la dermatomiositis y la polimiositis dentro de las enfermedades inflamatorias que afectan al músculo, conocidas conjuntamente como miositis, también se observan lesiones degenerativas, como la presencia de vacuolas, acumulaciones de proteína amiloide e inclusiones filamentosas, de donde proviene el nombre de la afección. La enfermedad es progresiva, por lo que a los 10 años del diagnóstico, la mayor parte de los pacientes no pueden caminar y precisan utilizar una silla de ruedas para poder desplazarse, sin embargo la esperanza de vida es normal. No existe ningún tratamiento curativo por lo que las medidas terapéutica se basan en controlar los síntomas y retrasar la evolución del mal mediante ejercicio físicos, rehabilitación y otras medidas.
 Sin embargo recientes estudios están viendo a la folistatina como un posible tratamiento efectivo.